# Несвізький замок
Несві́зький за́мок (біл. Нясві́жскі за́мак) — палацово-замковий комплекс, що знаходиться в північно-східній частині міста Несвіжа в Мінській області Білорусі. У XVI—XIX століттях — резиденція князів Радзивіллів. Входить до світової спадщини ЮНЕСКО.

## Історія

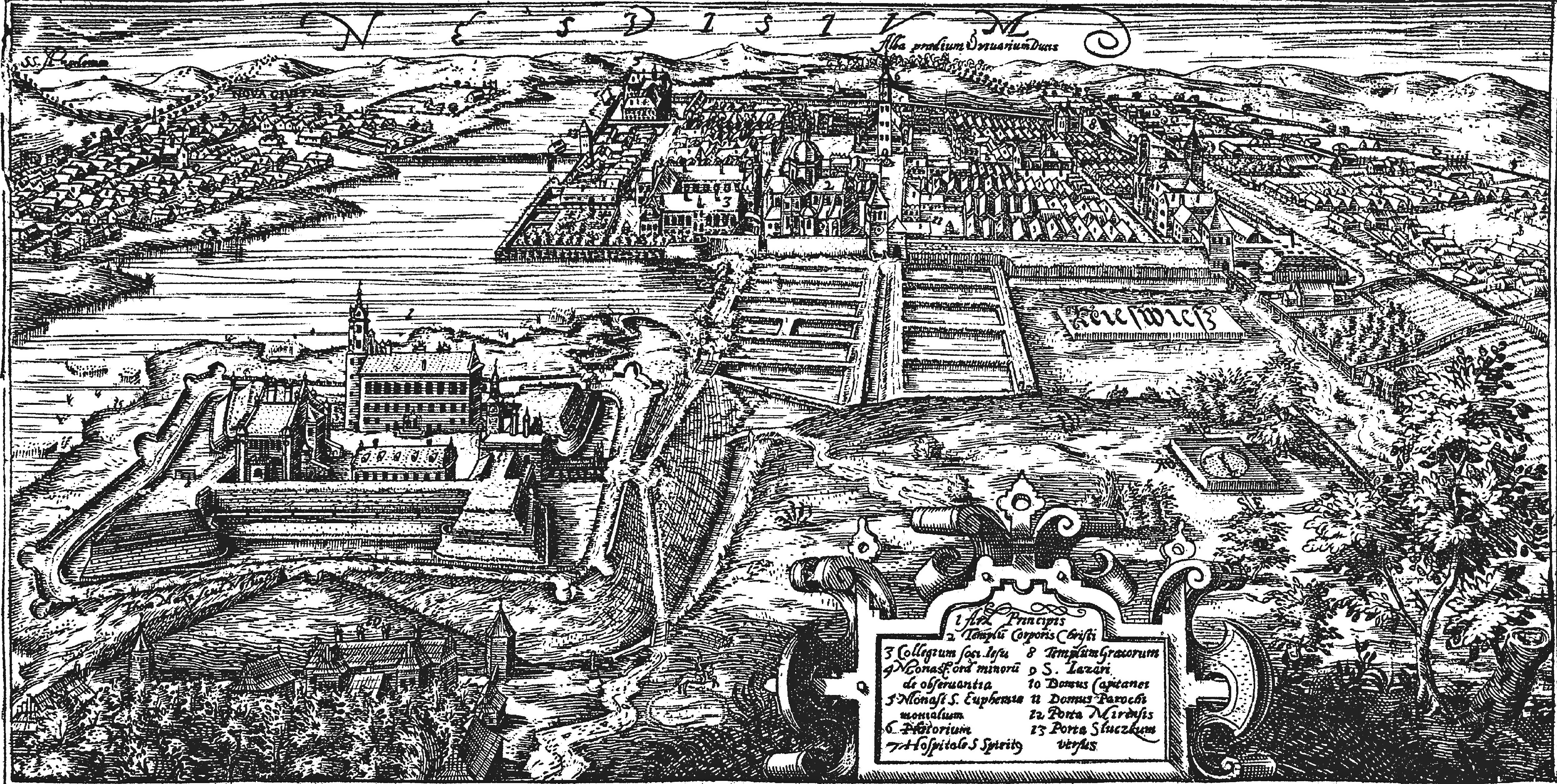
Несвізький замок і місто на ритині 17 сторіччя.

### 16 століття
Перший дерев'яний замок почав будуватися у 1551 р. при правлінні Миколая Радзивілла Чорного. У 1580-х роках при правлінні Миколи Радзивілла «Сирітки» Несвізький замок перебудували за проектом італійського архітектора Джанні (Яна) Марії Бернардоні. Фактично, він став першопочатковцем нового типу бастіонних оборонних споруд у Білорусі — так званої новоіталійської системи.
Саме в Несвізькому замку вперше в Білорусі з'явилася ливарна гарматна майстерня — «людвісарня»: вже в 1576 р. тут були зроблені перші сім гармат.

### 18 століття

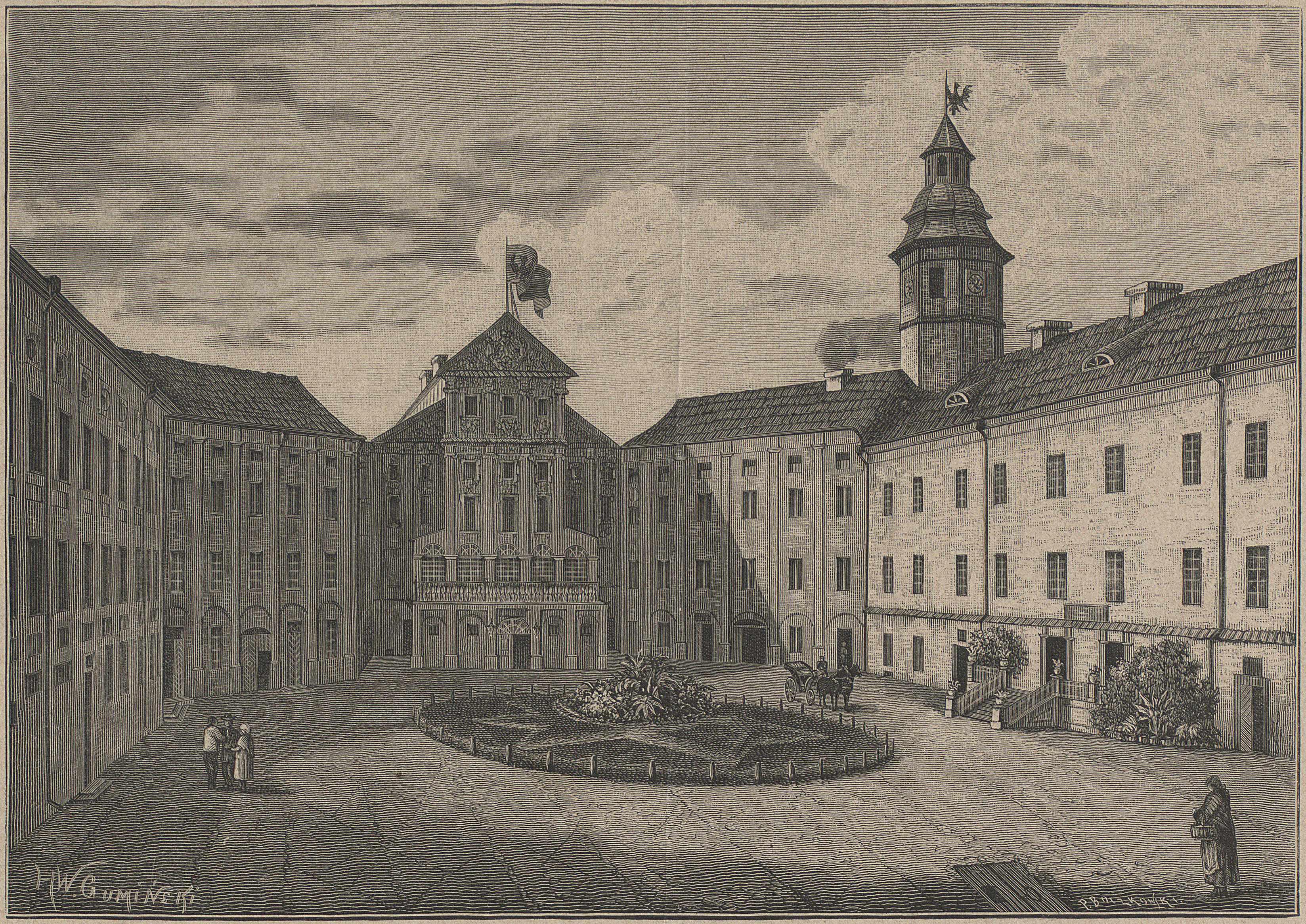
Подвір'я Несвізького замку

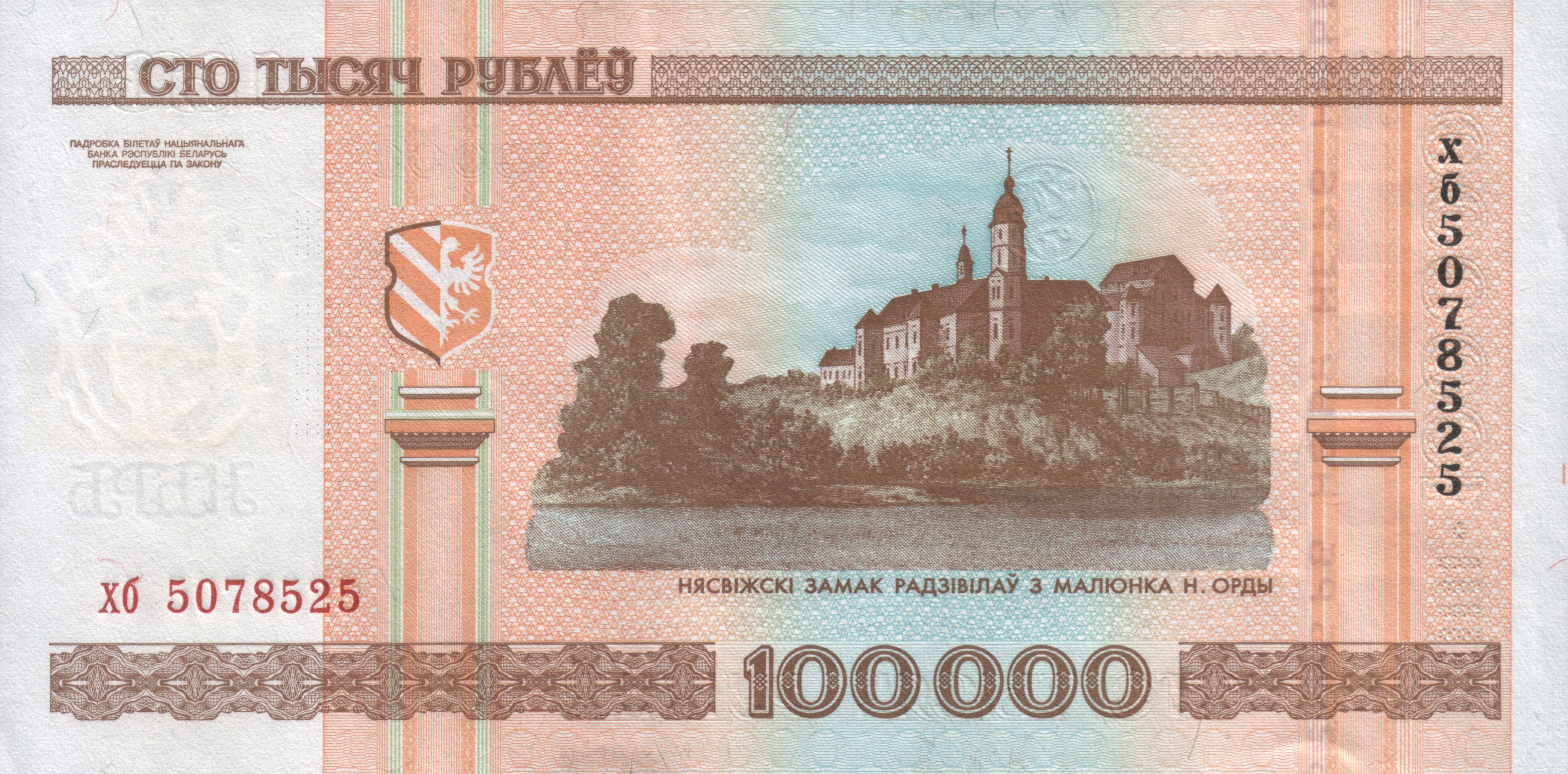
Несвізький замок на білоруській купюрі зразка 2000 року

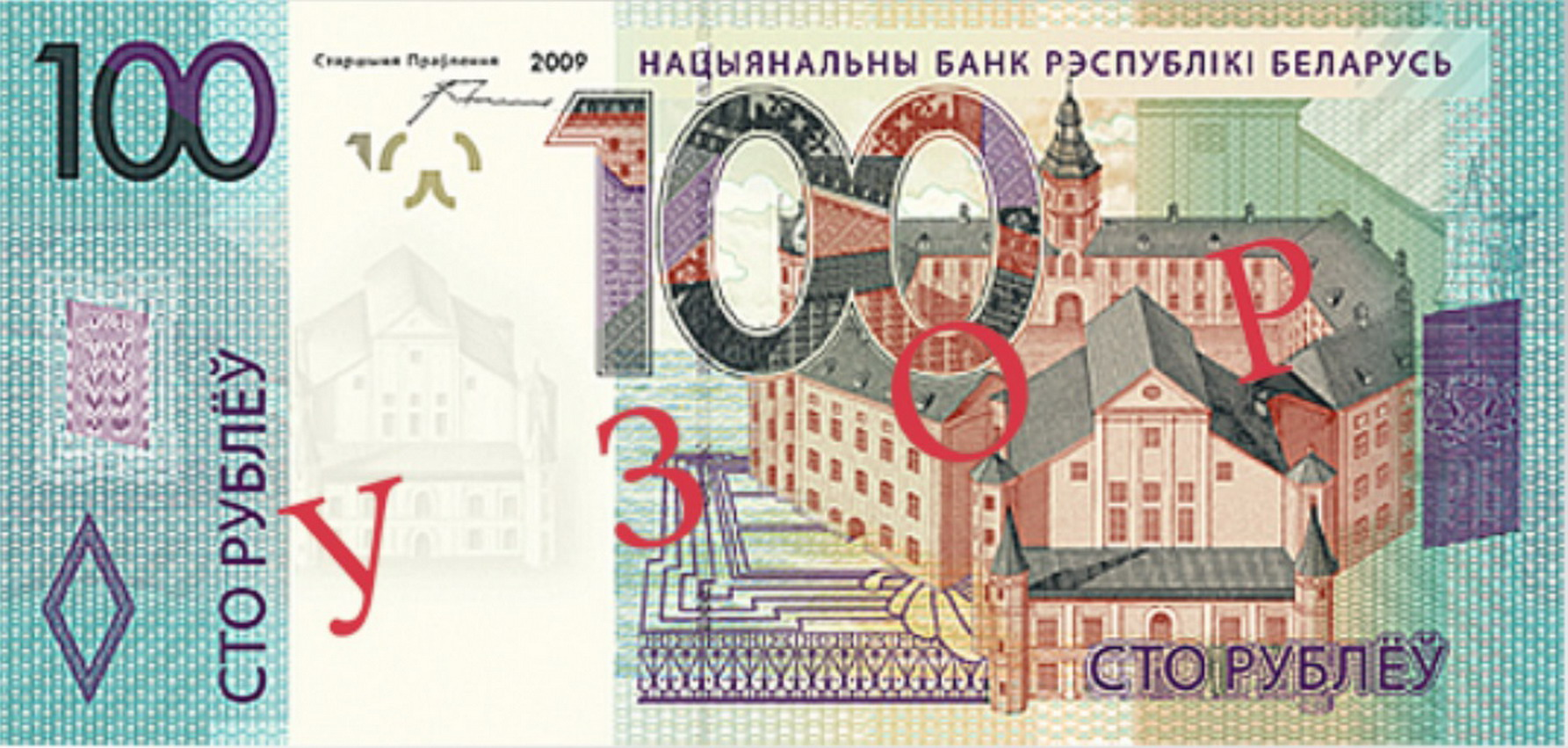
Несвізький замок на сучасній білоруській купюрі

В 1706 р. замок захоплено шведами в ході Північної війни. Вони підірвали зміцнення і бастіони, знищили більшість військового спорядження, розкопали вали, втопили гармати.
У 1720-х рр. замок реконструювали. Прі цьому він втрачає оборонні функції і стає розкішною магнатською резиденцією — палацовим ансабмлем. Як усякий палац вельможі, Несвізький замок мав:
- бібліотеку  — близько 20 тис. примірників
- архів — документи від 16 до 18 ст., (листи королів Франції і Польщі, Російської імперії, Швеції, акти, рукописи, газети, адже Несвіж у 18 столітті мав власну газету)
- картинну галерею — до 1 000 полотен (портрети, батальні сцени тощо)
- стародавні меблі, карети, предмети декоративно-ужиткового мистецтва Франції, Німеччини, Італії, Польщі

У 1740 р. з'являється палацова каплиця. У 1792 р. під час війни з польськими конфедератами замок захопили вояки Російської імперії.
Письменник 19 століття Сирокомля писав (українською):
| А скарби тут були незчислені. Без перебільшень можна казати, що більша частина Литви, така ж - України, Русь (тобто Галичина) і майже все Полісся несли сюди податки за свій хліб, за свої ліси, за риб, що в воді, за птах і бджіл, що в повітрі, і, може, й за саме повітря. Праця тисяч селян, що обміняли на гроші, наповнювала скарбниці Несвіжського замку коштовностями, комори - винами і наїдками, а світ - здивуванням… |

### 19 століття
У 1812 р. власник замку Домінік Єронім Радзивілл з політичних міркувань підтримав Наполеона Бонапарта, виступив на стороні Франції. Після поразки воєнних авантюр Наполеона покинув замок напризволяще.
Тільки у 1865 р. замок знову став володінням родини Радзивіллів, його почали відновлювати. В цей же час навколо нього, з ініціативи дружини володаря, було створено чудовий парк з п'яти різних паркових композицій: Замковий парк, Старий парк, Японський сад, Новий парк та Англійський парк. Їх залишки є й зараз.

### 20 століття
Рід Радзивіллів володів замком до 1939 р., доки останні нащадки не були вимушені покинути Несвіж. У 1941 — 1944 рр. — німецько-фашистська окупація. За часів СРСР в замку знаходився профспілковий санаторій. За цей час будівля занепала, численні декоративні елементи були знищені.
Після проголошенні незалежності Білорусі замок було передано під контроль міністерства культури.

### 21 століття
В ніч з 24 на 25 грудня 2002 р. через халатність будівельників-реставраторів у центральному корпусі сталася пожежа.
У 2005 р. Несвізький замок занесено до списку світової спадчини ЮНЕСКО.
Частина замку була введена в експлуатацію в липні 2011 року, а повну реставрацію планувалося завершити до кінця 2012 року. 20 липня 2012 року палацовий комплекс повністю відкрився після реставрації, а вже 1 жовтня того ж року музей заробив свій перший мільйон доларів на музейно-екскурсійній діяльності. Після реставрації відкрили бальну, камінну, малу їдальню, гетьманську та театральну зали замку. Загалом другий пусковий комплекс включає блок із п’яти триповерхових будинків та одну окрему будівлю. Основну частину займають виставкові та внутрішні зали. Також передбачена інфраструктура для обслуговування відвідувачів – ресторан (розташований на місці колишньої княжої кухні, тут під час реставраційних робіт на склепіннях і стінах знайдено фрагменти розпису на східну тематику), VIP-апартаменти готелю, економ -готель класу на 49 місць, буфет. Відновлено в’їзний міст, фрагменти укріплень замку XVI-XVII ст., рів, відреставроване внутрішнє подвір’я, дворівневу холодильну камеру, вбудовану в земляний вал. У 2012 році палацово-парковий комплекс відвідала 431 тис. осіб, таким чином комплекс посів перше місце за відвідуваністю серед музеїв країни. 